# 에덴 골란

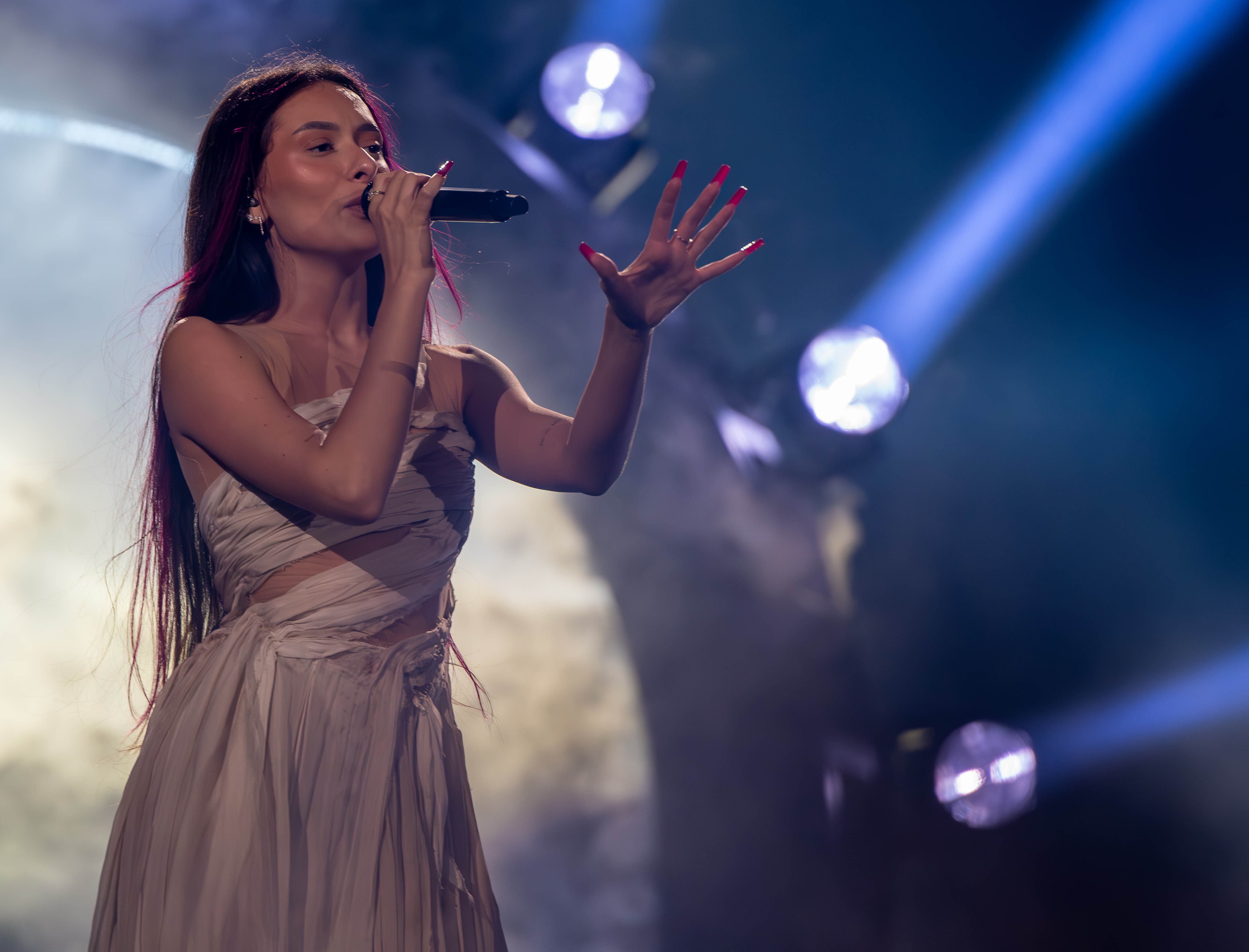

에덴 골란(Eden Golan, 2003년 10월 5일 ~ )은 이스라엘의 가수이다.
구소련 유대인이었으나 이스라엘로 이주한 부모에게서 태어나, 아버지의 사업으로 러시아에서 자랐다. 그러나 러시아 국적을 취득한 적은 없다. 러시아의 우크라이나 침공이후 이스라엘에 살고 있다.
유로비전 송 콘테스트 2024에 이스라엘 대표로 출전했다.